# گابریله ونتسیانو
گابریله ونتسیانو (انگلیسی: Gabriele Veneziano؛ زاده ۷ سپتامبر ۱۹۴۲) فیزیکدان نظری ایتالیایی است که به طور گسترده‌ای به عنوان پدر نظریه ریسمان شناخته می‌شود. او زمانی که کتابی را می‌خواند، تابع بتای اویلر را دید که برخورد دو موزن پرسرعت را توضیح می‌داد اما برای این کار باید که ذرات ارتعاش‌های ریسمان‌ها هستند او با استفاده از این ایده نظریه‌ای ساخت که نیروی هسته‌ای قوی را توضیح دهد اما با به وجود آمدن کرومودینامیک کوانتومی این نظریه فراموش شد اما بعدها برای حذف بینهایت‌ها از نظریه میدان کوانتومی به کار آمد.